# Suméria
A Suméria (em sumério: 𒋗𒈨𒊒; romaniz.: ki-en-ĝir15; ou 𒆠𒂗𒄀; romaniz.: k-en-gi[r]; em acádio: Šumeru; lit. "terra de reis civilizados" ou "terra nativa"; em hebraico: שִׁנְעָר‎; Šinʿar; em egípcio: Sngr; em hitita: Šanhar[a]) é a mais antiga civilização conhecida da região do sul da Mesopotâmia (atual sul do Iraque), na região do delta dos rios Tigre e Eufrates, durante as idades do Cobre e do do Bronze (c. 3 300 a 1 200 a.C.), e uma das primeiras civilizações do mundo, junto com o Egito Antigo e o Vale do Indo. Ao longo dos vales dos rios Tigre e Eufrates, os agricultores sumérios cultivaram uma abundância de cereais e outras culturas, cujo excedente permitiu que se instalassem em um só lugar. Os primeiros textos pré-históricos do tipo protoescrita remontam a c. 3 300 a.C., das cidades de Uruque e Jemdet Nasr; a primeira escrita cuneiforme também surgiu por volta de 3 000 a.C.
Historiadores modernos sugeriram que a Suméria foi estabelecida permanentemente entre c. 5 500 e 4 000 a.C. por um povo da Ásia Ocidental que falava a língua suméria, uma língua isolada e aglutinante. Esses povos pré-históricos são agora chamados "proto-eufratinos" ou "ubaidianos" e teoriza-se que evoluíram da Cultura de Samarra, no norte da Mesopotâmia. Os ubaidianos, embora nunca mencionados pelos próprios sumérios, são considerados pelos estudiosos modernos como a primeira força civilizadora da Suméria. Eles drenaram os pântanos para a agricultura, desenvolveram o comércio e estabeleceram manufaturas, incluindo a tecelagem, o trabalho em couro, a metalurgia, a alvenaria e a cerâmica.
Alguns estudiosos contestam a ideia de uma língua proto-eufratina; acham que a língua suméria pode originalmente ter sido a dos povos de caçadores-coletores que viviam nos pântanos e no leste da Arábia e faziam parte da cultura bifacial da região. Registros históricos confiáveis começam muito mais tarde; não há nenhum registro de qualquer tipo na Suméria  que tenha sido datado antes de Enmebaragesi (c. século XXVI a.C.). O arqueólogo estadunidense-letão Juris Zarins acredita que os sumérios viveram ao longo da costa da Arábia Oriental, a atual região do Golfo Pérsico, antes da área ser inundada no último período glacial.
A civilização suméria tomou forma no Período de Uruque (IV milênio a.C.), continuando nos períodos de Jemdet Nasr e Dinástico Arcaico. Durante o III milênio a.C., uma estreita simbiose cultural desenvolveu-se entre os sumérios, que falavam uma língua isolada, e os acádios, o que deu origem ao bilinguismo generalizado. A influência do sumério no acadiano (e vice-versa) é evidente em todas as áreas, desde o empréstimo lexical em escala maciça até a convergência sintática, morfológica e fonológica. Isto levou os estudiosos a se referir ao sumério-acádio do III milênio a.C. como um sprachbund. A Suméria foi conquistada pelos reis de língua semítica do Império Acadiano por volta de 2 270 a.C., mas o sumério continuou sendo usado como uma língua sagrada. Um governo sumério nativo ressurgiu por cerca de um século na Terceira Dinastia de Ur, aproximadamente 2 100–2 000 a.C., mas a língua acadiana também permaneceu em uso. A cidade suméria de Eridu, na costa do Golfo Pérsico, é considerada uma das cidades mais antigas, onde três culturas separadas podem ter se fundido: a dos camponeses ubaidianos, vivendo em cabanas de barro e praticando irrigação; a dos pastores semitas móveis nômades que vivem em tendas e seguem manadas de ovelhas e cabras; e a dos pescadores, que vivem em cabanas de juncos nos pântanos, que podem ter sido os ancestrais dos sumérios.

## Etimologia
O termo "sumério" é o nome comumente dado aos antigos habitantes não-semitas da Mesopotâmia (Sumer) pelos acádios, povo semita que veio a formar o Império Acádio. Os sumérios referiam-se a si próprios como ùĝ saĝ gíg-ga, numa transcrição fonética uŋ saŋ giga, literalmente "o povo de cabeça negra". O termo acádio Shumer poderia representar o nome geográfico em algum dialeto local, porém como o desenvolvimento fonológico levou ao termo acádio shumerû ainda é incerto. O termos Shinar, em hebraico, Sngr, em egípcio, e Šanhar(a), em hitita, referem-se ao sul da Mesopotâmia, e poderiam ser variantes ocidentais de Shumer.

## História

### Origens
A origem e a história antiga dos sumérios ainda são pouco conhecidas. O primeiro povoamento civilizado teria sido em Eridu, trazido pelo deus Enqui ou pelo seu assessor (a partir de Abgallu; onde ab: "água", gal: "grande", lu: "homem"). Sabe-se que no final do período neolítico, os povos sumerianos, vindos do planalto do atual Irã, fixaram-se no sul da Mesopotâmia. No terceiro milênio a.C., haviam criado pelo menos doze cidades-estados autônomas: Ur, Eridu, Lagaxe, Uma, Adabe, Quis, Sipar, Laraque, Aquesaque, Nipur, Larsa e Bad-tibira, onde cada compreendia uma cidade murada, além das terras e povoados que a circundavam, com divindade própria, cujo templo era a estrutura central da urbe. Com a crescente rivalidade entre as cidades, cada uma instituiu também um rei.
O primeiro rei a unir as diferentes cidades, por volta de 2 800 a.C., foi Etana, rei de Quis. Por muitos séculos, a liderança foi disputada por Lagaxe, Ur, Eridu e a própria Quis, o que enfraqueceu os sumérios e tornou-os extremamente vulneráveis a invasores. Entre 2 530−2 450 a.C., a região foi dominada pelos reis elamitas, que viviam no sudoeste do atual Irã. Após um período de domínio dos elamitas, os sumérios voltaram a gozar de independência. As cidades de Lagaxe, Uma, Eridu, Uruque e principalmente Ur tiveram seus momentos de glória. Pouco depois os acadianos — grupos de nômades vindos do deserto da Síria — começaram a penetrar nos territórios ao norte das regiões sumérias, terminando por dominar as cidades-estados desta região por volta de 2 550 a.C. Mesmo antes da conquista, porém, já ocorria uma síntese entre as culturas suméria e acádia, que se acentuou com a unificação dos dois povos. Os ocupantes assimilaram a cultura dos vencidos, embora, em muitos aspectos, as duas culturas mantivessem diferenças entre si, como por exemplo — e mais evidentemente — no campo religioso.

### Sumérios

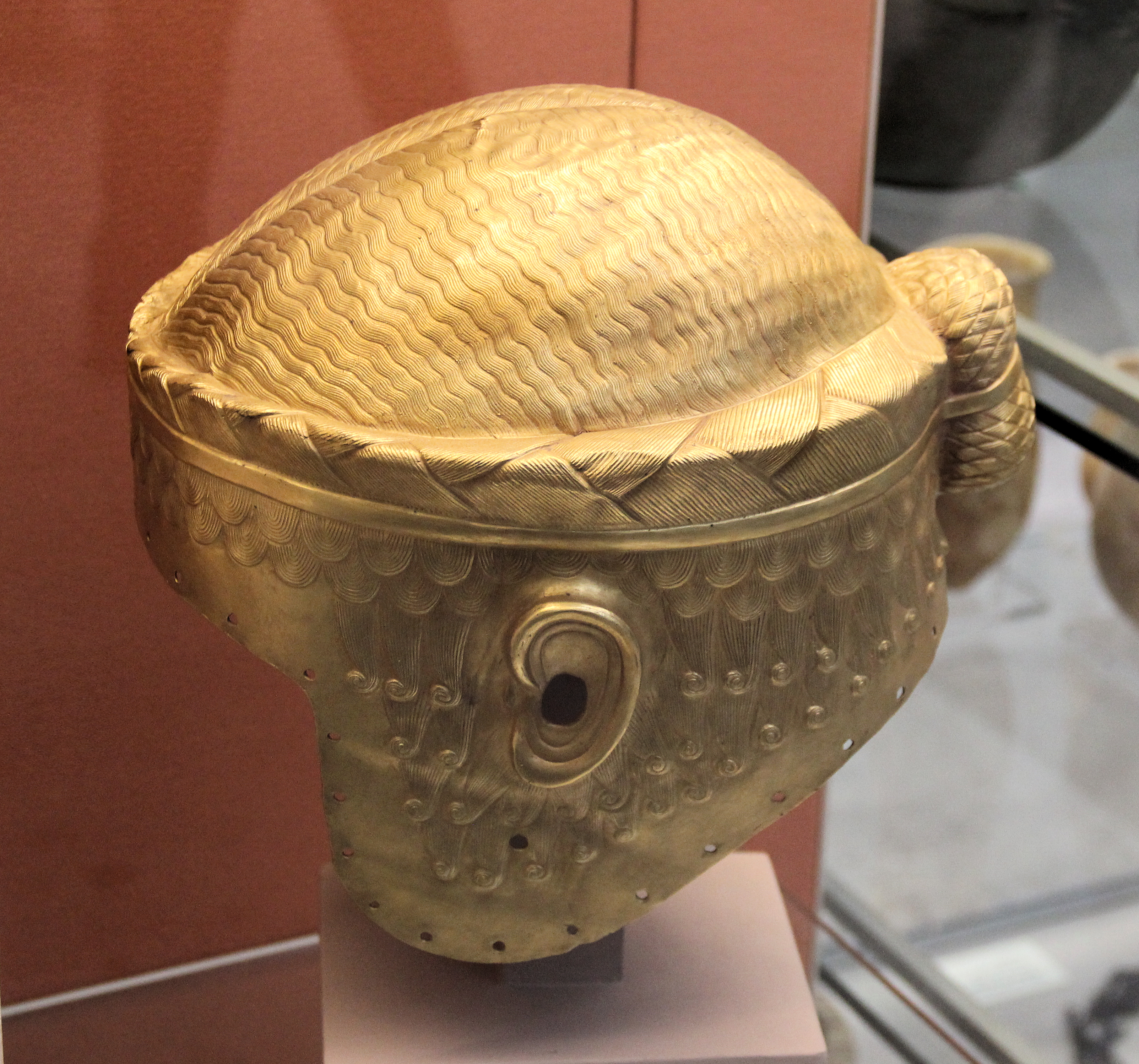
Capacete dourado de Mescalandugue, possível fundador da primeira dinastia de Ur, no século XXVI a.C.

Os sumérios estabeleceram-se ao norte do golfo Pérsico, na embocadura do Tigre e do Eufrates 4 000 a.C. Acredita-se que pertencessem a uma etnia vizinha dos egípcios.
Por volta de 3 200 a.C., já tinham uma escrita feita de desenhos ou pictogramas. Mais primitiva que a dos egípcios, esta escrita era traçada com uma ponta, em tábuas de argila que eram cozidas no forno. Mais tarde, os pictogramas foram substituídos por sinais que representavam não mais objetos, mas sons e sílabas. Como se assemelhavam a cunhas, esta escrita foi chamada cuneiforme.
As cidades sumérias, das quais a principal tinha o nome de Ur, eram construídas sobre vastos terraços artificiais. Cada uma tinha, por chefe, um rei ou governador. Quando morria um deles, enterravam junto suas jóias, sua viúva e seus servidores. Os sumérios criaram uma arte vigorosa e realista. Usavam roupas tecidas, possuíam exército regular e utilizavam carros com rodas.
Do lado de fora das cidades-estados, ficavam os camponeses e os escravos, que cultivavam: pepinos, cebolas, legumes, trigo e criavam: bois, porcos e cabras.

### Civilização acadiana

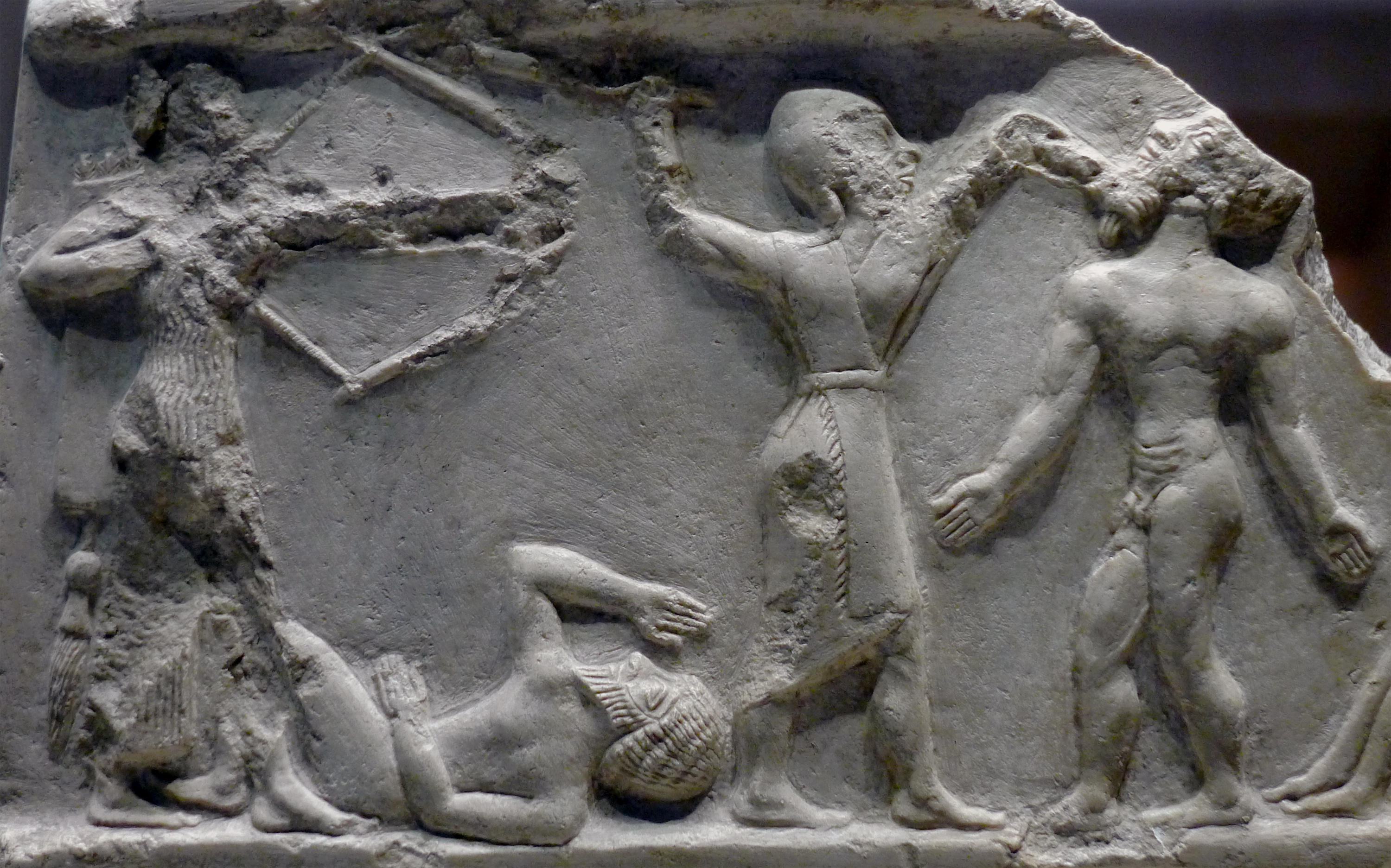
Soldados acadianos matando inimigos, por volta de

Mais tarde, por volta de 2 369 a.C., Sargão, o Velho, patési da cidade da Acádia, unificou a maioria das cidades-templos. Apesar da unificação, as estruturas políticas da Suméria continuaram existindo. Os reis das cidades-estados sumerianas foram mantidos no poder e reconheciam-se como tributários dos conquistadores acadianos. Sargão conseguiu ainda submeter os elamitas, antes de lançar-se à conquista das terras ocidentais, até a costa síria do Mediterrâneo. Criou assim um modelo unificado de governo que influenciou todas as civilizações posteriores do Oriente Médio. O grande rei acádio, guerreiro e conquistador, tornou-se conhecido como "soberano dos quatro cantos da terra". Sua dinastia governou aproximadamente entre 2 350−2 250 a.C.
O império criado por Sargão desmoronou após um século de existência, em conseqüência de revoltas internas e dos ataques dos gútios, nômades semibárbaros originários dos montes Zagros, a leste da Mesopotâmia, no Alto do Tigre, que investiam contra as regiões urbanizadas, porque a sedentarização das populações do Oriente Médio lhes dificultava a caça e o pastoreio. Por volta de 2 150 a.C., os gútios conquistaram a civilização sumério-acadiana. Depois disso, a história da Mesopotâmia parecia se repetir. A unidade política dos sumério-acadianos era destruída pelos gútios, que, por sua vez, eram vencidos por revoltas internas dos sumério-acadianos.

### Renascença sumeriana

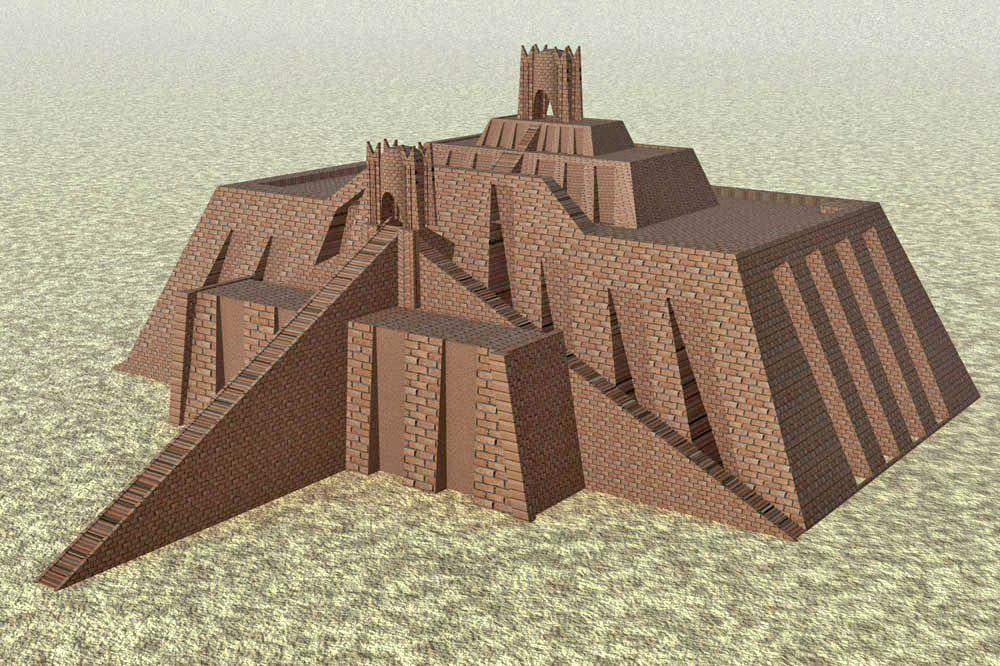
Representação em 3D do Zigurate de Ur em seu auge

Graças à reação do rei de Uruque, que expulsou os invasores depois de um século de domínio intermitente, as cidades ficaram novamente independentes (cerca de 2 100–1 950 a.C.). O ponto alto dessa era final da civilização suméria foi o reinado da terceira dinastia de Ur, cujo primeiro rei, Ur-Nammu, reunificou a região sob o controle dos sumérios. Foi um rei enérgico, que construiu os famosos zigurates e publicou o mais antigo código legal encontrado na Mesopotâmia, uma compilação das leis do direito sumeriano. Os reis de Ur não somente restabeleceram a soberania suméria, mas também conquistaram a Acádia. Nesse período, chamado de renascença sumeriana, essa civilização atingiu seu apogeu, mas esse foi o último ato de manifestação do poder político da Suméria.

### Declínio
Uma vez que os estados locais cresceram em força bruta os sumérios começaram a perder sua hegemonia política sobre a maioria das partes da Mesopotâmia.
Atormentados pelos ataques de tribos elamitas e amoritas, o império ruiu. Nesta época, os sumérios desapareceram da história, mas a influência de sua cultura nas civilizações subsequentes da Mesopotâmia teve longo alcance. Os amoritas fundaram a Babilônia. Os hurritas da Armênia estabeleceram o império de Mitani na parte norte da Mesopotâmia por volta de 2 000 a.C., enquanto os babilônios controlavam o sul. Ambos os grupos defendiam-se dos egípcios e dos hititas. Esses últimos derrotaram Mitani, mas foram expulsos previamente pelos babilônios, mais tarde, porém, viriam a descer novamente o vale da Mesopotâmia, sitiar e saquear a babilônia, abandonando-a à sorte dos Cassitas. Os cassitas, entretanto, venceram os babilônios em 1 400 a.C. Os cassitas foram depois vencidos pelos elamitas por volta de 1 150 a.C.
Alguns historiadores também acreditam que um El Niño colossal, acelerou o declínio dessa civilização. Se essa teoria (baseada em documentos arqueológicos  em escrita cuneiforme) for verdade, uma enorme seca pode ter levado a uma das maiores ondas de fome da Antiguidade.

## Sociedade e política

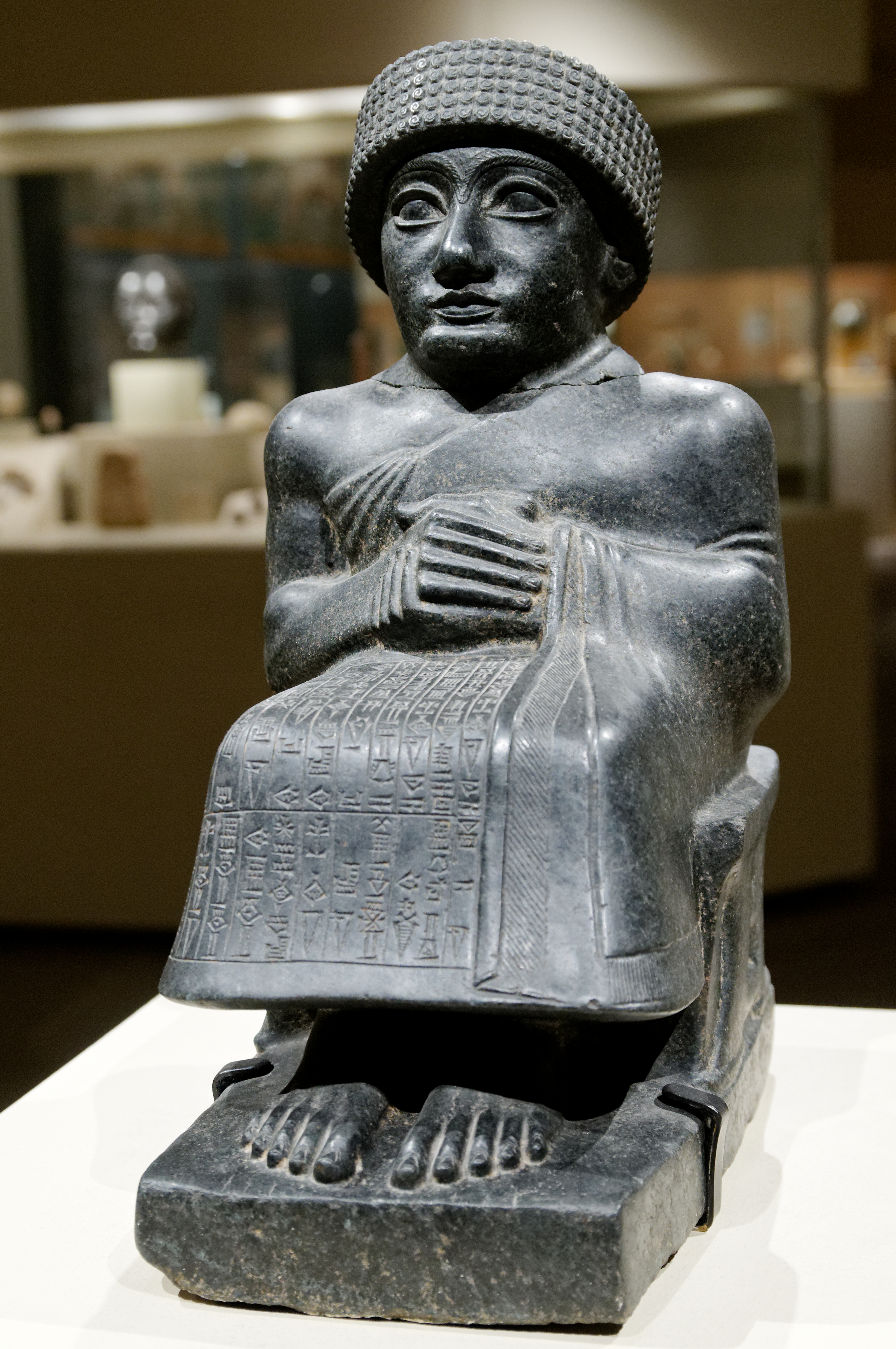
de Gudea, governador de Lagas, uma das mais belas peças da escultura suméria (Museu Metropolitano de Arte, Nova Iorque)

Os sumérios habitaram várias cidades-estados, cada uma erigida em torno de seus respectivos templos, dedicados ao deus a cuja proteção a cidade competia. Estas cidades, grandes centros mercantis, eram governadas por déspotas locais denominados ou patésis (líder local), ou lugal (título de rei), supremo-sacerdotes e chefes militares absolutos, auxiliados por uma aristocracia constituída por burocratas e sacerdotes. O patési controlava a construção de diques, canais de irrigação, templos e celeiros, impondo e administrando os tributos a que toda população estava sujeita. As cidades-estados sumerianas, tradicionalmente, eram cidades-templos. Isto porque os sumérios acreditavam que os deuses haviam fundado as cidades para que fossem centros de cultos. Mais tarde, segundo a religião, os deuses limitavam-se a comunicar os soberanos as plantas das cidades e dos santuários. A ligação dos patésis aos ritos da cidade era extremamente íntima.
Os templos estavam ligados ao poder estatal e suas riquezas eram usufruídas pelos soberanos, chefe político e religioso ao mesmo tempo. "Vigário" da divindade, intermediário entre deus-rei e a humanidade. Um homem chamado Kramer, estudioso da área, menciona a notícia de um "parlamento" que teria existido 3 000 a.C. na cidade de Uruque. O soberano consultava os concidadãos mais notáveis nos maiores interesses do Estado, ou seja, guerra ou paz. Além do clero, que administrava os bens do templo. Junto com os templos das cidades, homenageando o seu deus patrono, não raramente eram erguidos zigurates — pirâmides de tijolos maciços cozidos ao sol — que serviam de santuários e acesso aos deuses quando desciam até seu povo.
Dentre as cidades mais importantes do território sumério estavam Eridu, Quis, Lagaxe, Uruque, Ur e Nipur. Com o desenvolvimento dessas cidades, a tentativa de supremacia duma sobre a outra tornou-se inevitável. O resultado foi um milênio de embates quase incessantes sobre o direito de uso de água, rotas de comércio e tributos a tribos nômades.
Havia também a aristocracia burocrática que cuidava dos interesses do rei, dos bens da casa real, do tesouro público, que recebe os impostos etc. Abaixo de toda essa pirâmide, vinha a população e seus diversos afazeres, fazendeiros, barqueiros, pescadores, criadores, negociantes, artesãos, enfim. E para finalizar, havia escravidão. Esses escravos eram inimigos capturados, ou formas de pagamento de dívidas. Esses escravos porém, tinham alguns privilégios, como liberdade para se casar, por exemplo.

### Forças militares

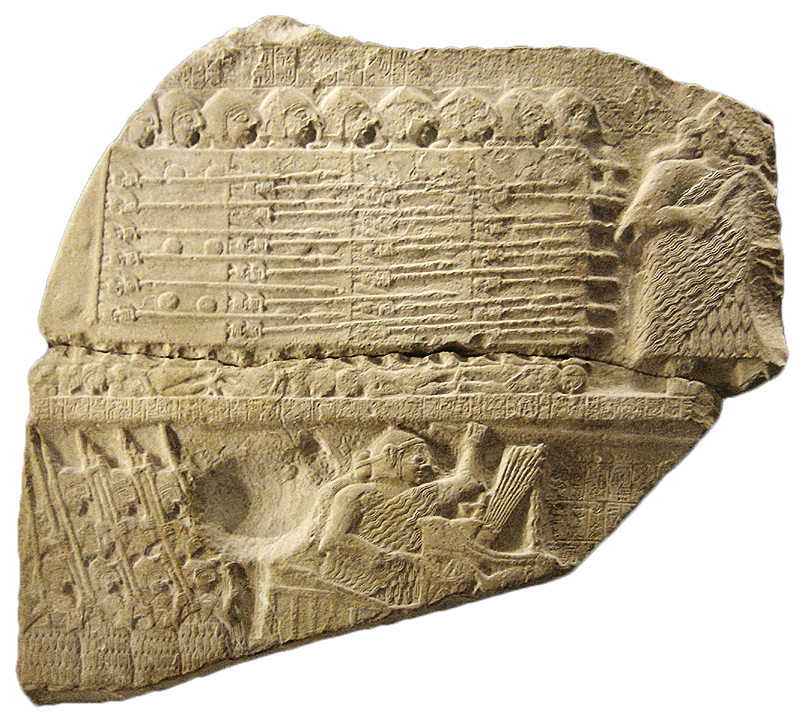
Formações de batalha em um fragmento da Estela dos Abutres

A influência chave no exército sumério foi a paupérrima posição estratégica. Obstáculos naturais para defesa existiam somente nas fronteiras a oeste (deserto) e sul (Golfo Pérsico). Quando inimigos mais populosos e poderosos apareceram no norte e leste, os sumérios tornaram-se suscetíveis ao ataque. As cidades sumérias eram defendidas por muralhas. Os sumérios engajavam-se em guerras de cerco entre suas cidades, e as muralhas de tijolos de barro obviamente não podiam deter os inimigos, que já conheciam o material.
O exército sumério consistia, em sua maior parte, na infantaria. A infantaria leve carregava machados de guerra, adagas e lanças. A infantaria de linha de frente também usava capacetes de cobre, capas de feltro e saias de couro.
Os sumérios inventaram a carruagem, à qual atavam onagros (burros selvagens). Essas carroças antigas não funcionavam tão bem em combate quanto os modelos construídos posteriormente, e alguns sugeriram que as carroças serviam primeiramente como meio de transporte, embora o time de guerra sumério carregasse machados de guerra e lanças. A carroça, ou carruagem, suméria constituía de um dispositivo a quatro-rodas manejado por uma equipe de duas pessoas e ligado a quatro onagros. A carroça era composta por cestas entretecidas, e as rodas possuíam um sólido design triplo. Os sumérios usavam fundas e arcos simples (só mais tarde a humanidade inventaria o arco composto.)

### Cidades-estado

Mapa da Suméria

Por volta dos finais do IV milênio a.C., a Suméria foi dividida por cidades-estado independentes, as quais foram delimitadas por canais e/ou muros de pedra. Cada uma era centrada em um templo dedicado a um deus ou deusa patrono particular da cidade e governado por um sacerdote Ensi ou por um rei Lugal que estava intimamente ligado aos rituais religiosos da cidade.
| As "primeiras" cinco cidades que vieram a ser comandadas pela realeza pré-dinástica segundo registros, foram: 1. Eridu (Abu Shahrain) 2. Bad-tibira (Tell al-Madain) 3. Larsa (as-Senkereh) 4. Sipar (Abu Haba) 5. Xurupaque (Fara) Outras principais cidades: 1. Uruque (Warka) 2. Quis (Uheimir & Ingharra) 3. Ur (al-Muqayyar) 4. Nipur (Afak) 5. Lagas (al-Hiba) 6. Guirsu (Tello or Telloh) 7. Uma (Jokha) 8. Hamazi 1 9. Adabe (Bismaya) 10. Mari (Hariri) 2 11. Aquesaque 1 12. Acádia 1 13. Isim (Ishan al-Bahriyat) (1localização incerta) (2uma cidade ao norte da Mesopotamia) | Cidades menores (do sul ao norte): 1. Cuara (al-Lahm) 2. Zabala (Ibzeikh) 3. Quisurra (Abu Hatab) 4. Marade (Wannat es-Sadum) 5. Dilbate (ed-Duleim) 6. Borsipa (Birs Nimrud) 7. Cuta (Ibrahim) 8. Der (al-Badra) 9. Esnuna (Asmar) 10. Nagar (Brak) 2 (2Uma cidade ao norte da Mesopotamia) |

## Economia

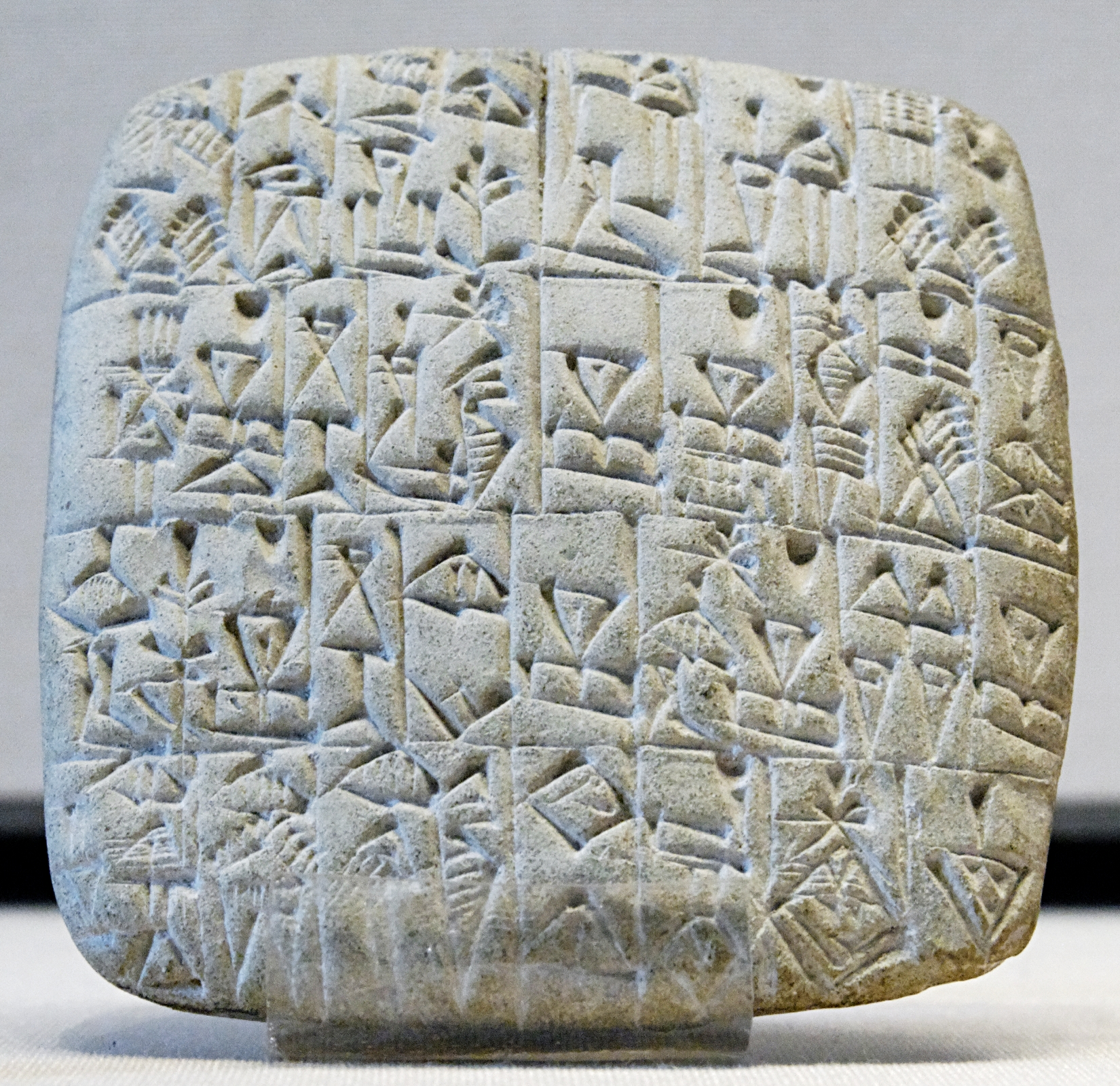
Nota de venda de um escravo do sexo masculino e um edifício em Xurupaque, tabuleta suméria,

Empreendedores e criativos, os sumérios estabeleceram relações comerciais com vários povos da costa do Mediterrâneo e do Vale do Indo. Descobertas de obsidiana em locais longínquos da Anatólia e no Afeganistão remontam a Dilmum (hoje Barém, um principado no Golfo Pérsico), e vários selos inscritos na grafia dos povos do Vale do Indo sugerem uma rede consideravelmente extensa de comércio antigo, centrado nos limites do Golfo Pérsico.
A Epopeia de Gilgamesh refere-se ao comércio, com terras longínquas, de mercadorias como madeira, já que esse item representava um material escasso na Mesopotâmia. O cedro do Líbano era especialmente apreciado. Os sumérios usavam escravos, embora esses não representassem a maior parte da economia. Mulheres escravas trabalhavam como tecelãs, prensadoras, moleiras e carregadoras.
A cerâmica suméria decorava vasos com pinturas em óleo de cedro. Os ceramistas utilizavam furadeiras arqueadas para produzir o fogo necessário ao cozimento da cerâmica. Os pedreiros e ourives sumérios não só conheciam como faziam uso de marfim, ouro, prata, galena e lápis-lazúli.

### Agricultura e caça
Os sumérios mantinham uma produção de cevada, grão-de-bico, lentilha, ervilha, milhete, trigo, nabo, tâmara, cebola, alho, alho-poró, alface e mostarda. Eles também criavam bovinos, carneiros, cabras e porcos. Além disso usavam bois como opção principal no trabalho de carga e burros como animal de transporte. Os sumérios pescavam peixes e caçavam aves selvagens ao longo do rio. A comida geralmente era abundante e, por isso, as populações cresciam.

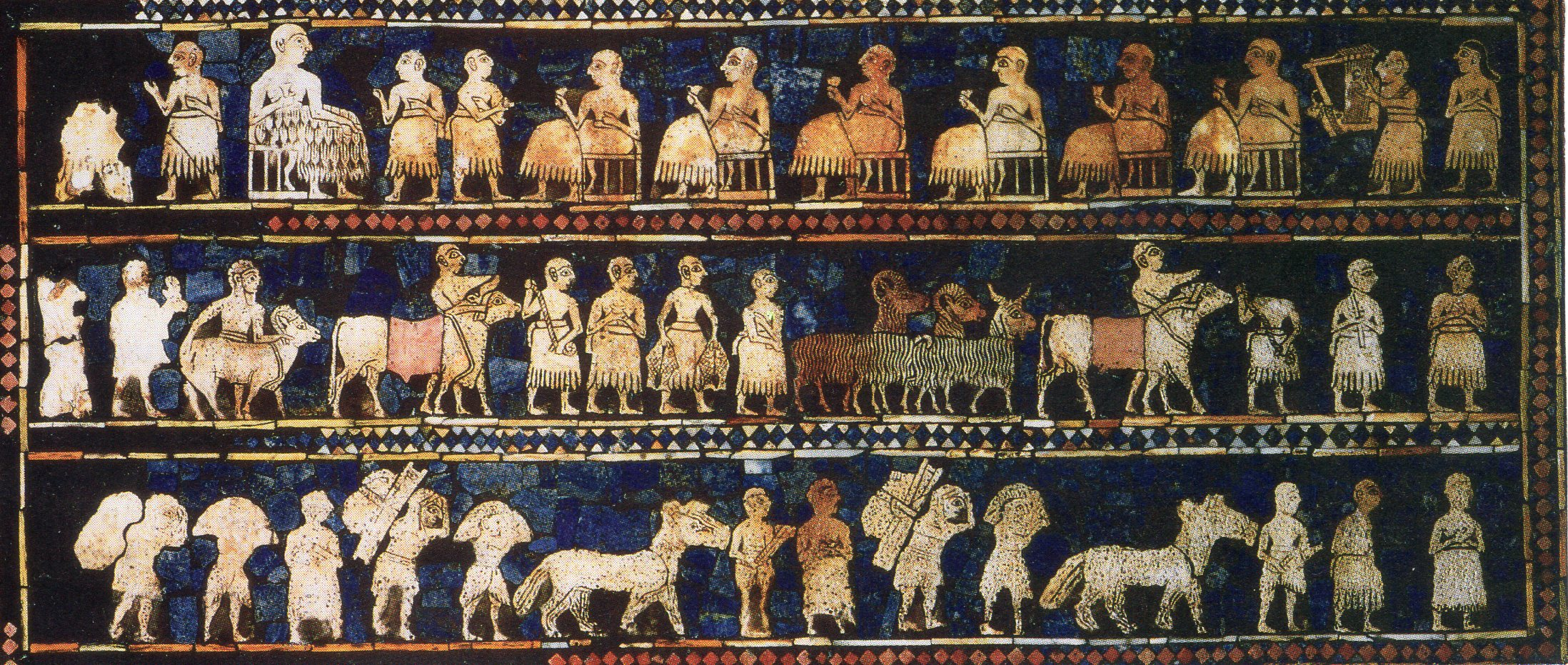
Estandarte de Ur, feitas de lápis-lazúli e concha, mostra as atividades cotidianas em tempos de paz

A agricultura suméria dependia muito da irrigação, sendo efetuada através do uso de canais, barragens, diques e reservatórios. Os canais requeriam reparos frequentes e a remoção contínua de lodo. O governo ordenava a determinados cidadãos a tarefa de trabalhar nos canais, apesar de os ricos poderem ser dispensados.
Com o uso de canais os fazendeiros irrigavam seus campos e então drenavam a água. Depois deixavam que os bois macerassem a terra e matassem as ervas daninhas. O passo seguinte era dragar os campos com picaretas. Depois de secar, eles os aravam, gradavam e varriam três vezes, pulverizando-os depois com um alvião.
Os sumérios ceifavam durante a fase seca do outono em equipes de três pessoas, consistindo de um ceifador, um enfardador e um feixador. Os fazendeiros usavam um tipo de colheitadeira arcaica para separar a cabeça dos cereais de seus respectivos talos, para então usar um tipo de trenó de triagem, que separava o grão dos cereais. Em seguida peneiravam a mistura de grãos e debulhos.

## Cultura

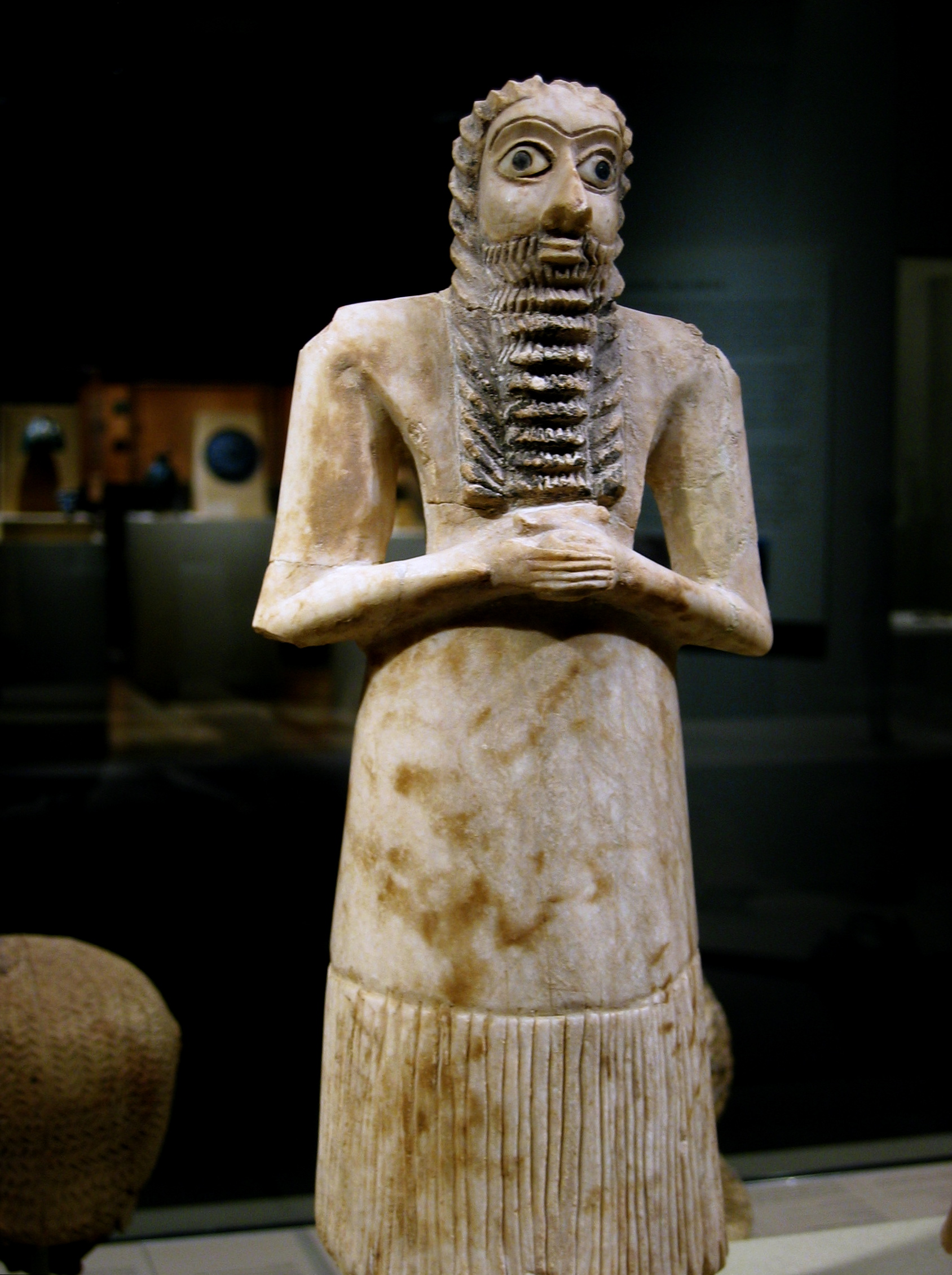
Escultura votiva encontrada em Esnuna, 2750–

O historiador Alan Marcus diz que "os sumérios ostentavam uma perspectiva circunspecta sobre a vida." Um sumério escreveu: "Lágrimas, lamento, angústia e depressão residem dentro de mim. Tolhe-me o sofrimento. O perverso destino me aprisiona e faz com que cesse a vida minha. Sou banhado por uma doença maligna."
Um outro escreveu: "Por que me contam entre os ignorantes? A comida encontra-se em todo lugar, e ainda assim minha comida a fome proporciona. Durante o dia a partilha era orçada; e o orçamento de minha partilha, prejudicada."
Apesar de que as mulheres poderiam alcançar um status mais elevado na Suméria do que em outras civilizações, a cultura permanecia predominantemente masculina.

### Arquitetura

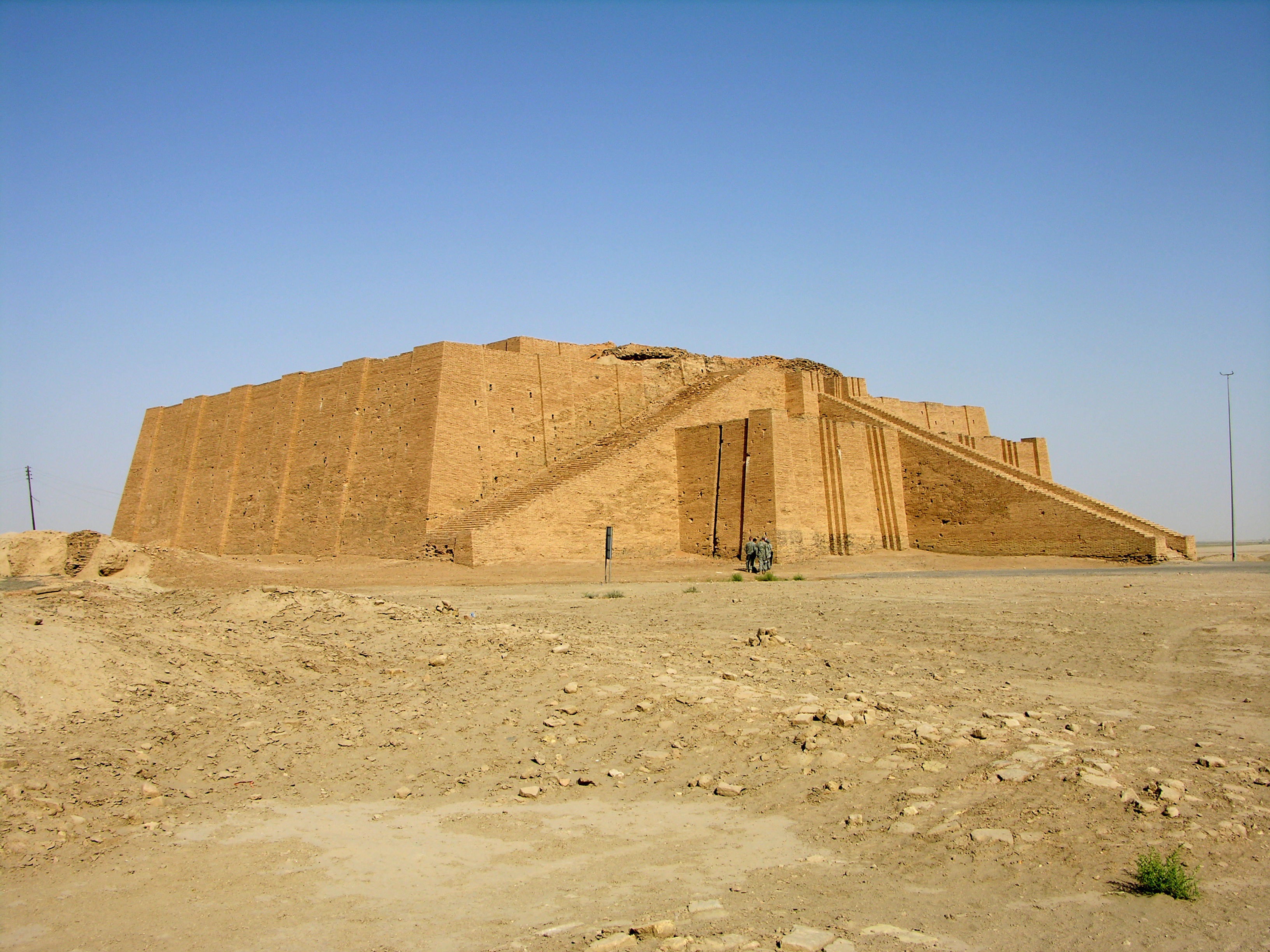
O Zigurate de Ur

A planície do Tigre-Eufrates carecia de minerais e árvores. As edificações sumérias compreendiam estruturas planoconvexas feitas de tijolos de barro, desprovidas de argamassa ou cimento. Uma vez que tijolos planoconvexos são de composição relativamente instável, os pedreiros sumerianos adicionavam uma mão extra de tijolos, postos perpendicularmente a cada poucas fileiras. Aí então preenchiam as lacunas com betume, engaço, cana e cizânias.
Construções feitas com tijolos de barro, entretanto, acabam se deteriorando, de forma que eram periodicamente destruídas, niveladas e reconstruídas no mesmo lugar. Essa constante reconstrução gradualmente elevou o nível das cidades, de modo que se ergueram acima da planície à sua volta. Os aterros resultantes (chamados em inglês de tell) são encontrados através do antigo Oriente Próximo.
O tipo mais famoso e impressionante dentre as edificações sumérias chama-se zigurate, uma construção de largas, amplas plataformas sobrepostas em cujo topo encontravam-se templos. Esse maciço edifício de celsa estatura pode ter sido a inspiração para a Torre de Babel bíblica. Selos cilíndricos sumerianos também descrevem casas construídas com cana, similares àquelas construídas pelos árabes das terras baixas da parte sul do Iraque até anos recentes.
Por outro lado, templos sumérios e palácios fizeram uso de materiais e técnicas mais avançadas como reforços (suporte para os tijolos), recessos (quinas), pilastras e pregos de argila.

### Religião

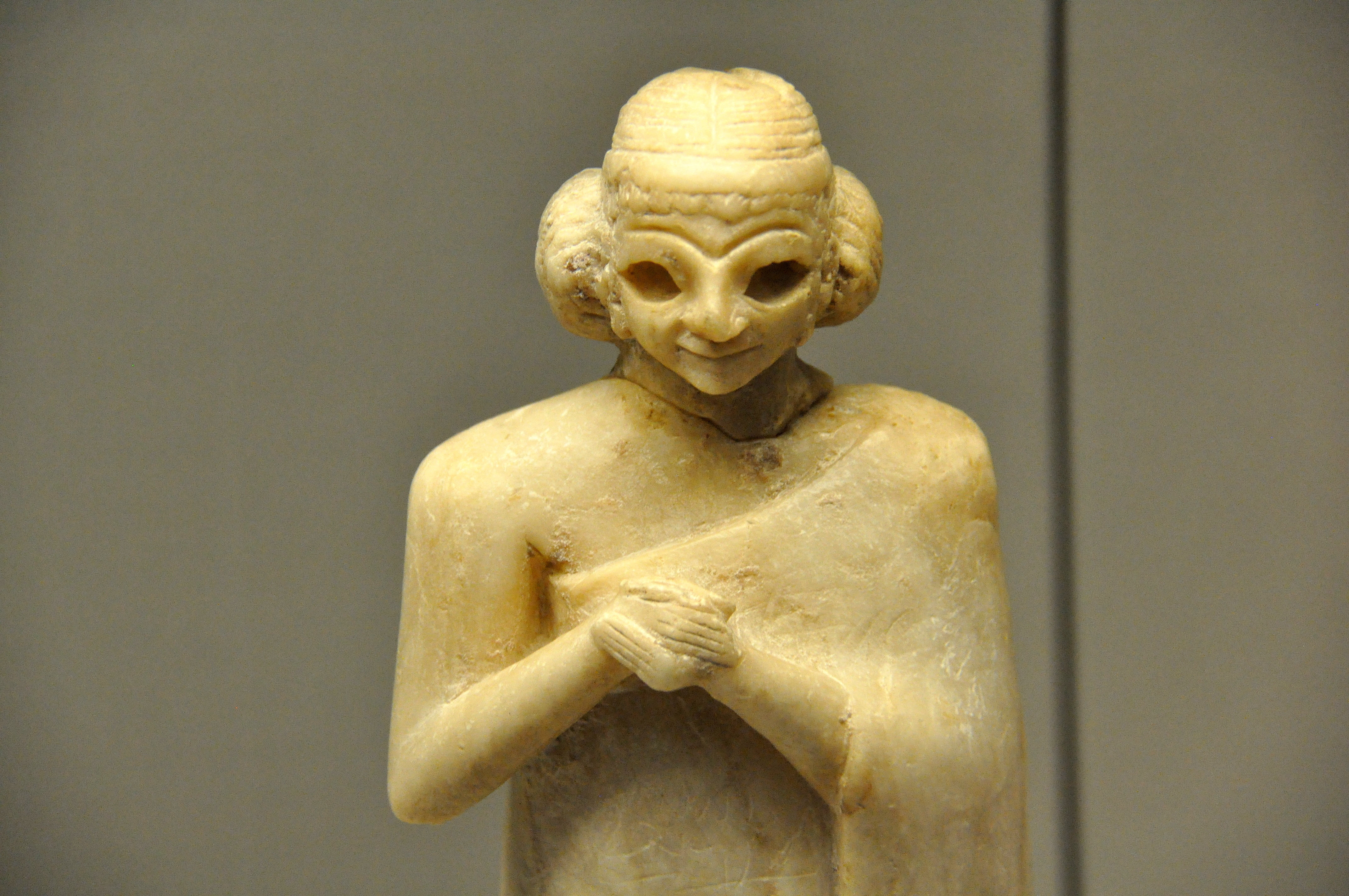
Parte superior de uma estátua da gipsita de uma mulher suméria com suas mãos dobradas em adoração, c, Museu Britânico em Londres

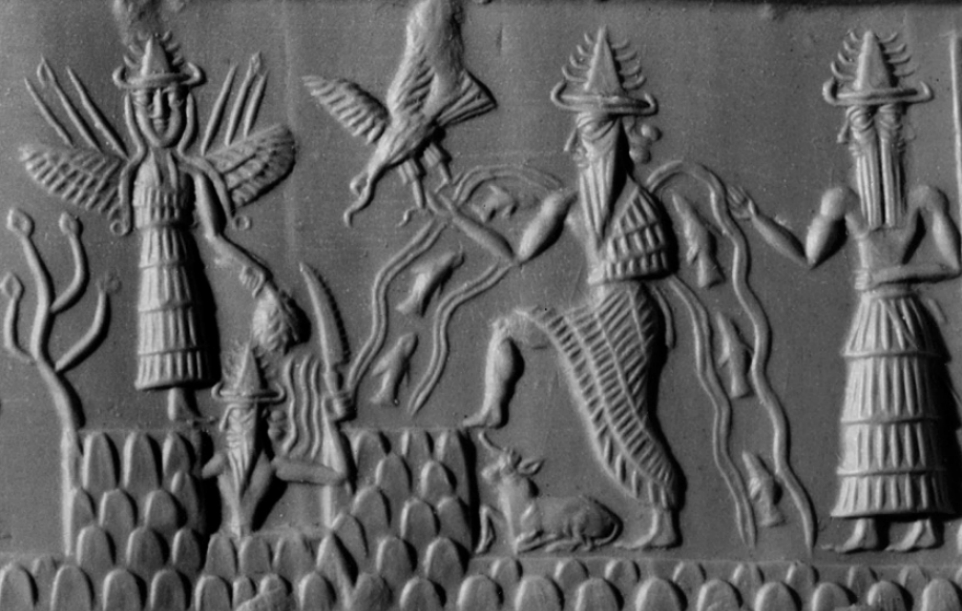
Selo cilíndrico acádio, mostrando as divindades Inana, Utu, Enqui e Isimude

Tratar de um assunto tal como a "Religião Suméria" pode ser complicado, uma vez que as práticas e crenças adotadas por aquele povo variaram largamente através do tempo e distância, cada cidade possuindo sua própria visão mitológica e/ou teológica.
Entre as principais figuras mitológicas adoradas pelos sumérios, é possível citar An, deus do céu; Nammu, a deusa-mãe; Inana, a deusa do amor e da guerra (equivalente à deusa Istar dos acadianos); e Enlil, o deus do vento. Cada um dos deuses sumérios (em sua própria língua, dingir — no plural, dingir-dingir ou dingir-a-ne-ne) era associado a cidades diferentes, e a importância religiosa a eles atribuída intensificava-se ou esmorecia dependendo do poder político da cidade associada. Segundo a tradição suméria, os deuses criaram o ser humano a partir do barro com o propósito de serem servidos por suas novas criaturas. Quando estavam zangados ou frustrados, os deuses expressavam seus sentimentos através de terremotos ou catástrofes naturais: a essência primordial da religião suméria baseava-se, portanto, na crença de que toda a humanidade estava à mercê dos deuses.
Os sumérios acreditavam que o universo consistia num disco plano fechado por uma cúpula de latão. Já a vida após a morte envolvia uma descida ao vil submundo, onde se passava a eternidade numa existência deplorável, em uma espécie de inferno.
Os templos sumérios consistiam de uma nave central com corredores em ambos os lados, flanqueados por aposentos para os sacerdotes. Numa das pontas do corredor achavam-se um púlpito e uma plataforma construída com tijolos de barro, usada para sacrifícios animais e vegetais.
Depósitos geralmente se localizavam na proximidade dos templos. Mais tarde, os sumérios começaram a construir seus templos no topo de colinas artificiais, terraplanadas e multifacetadas: esses templos especiais chamavam-se zigurates.
Nos últimos anos ocorreu uma forte propagação sobre Lilith como sendo uma deusa do panteão sumério. Dados errados foram fortemente inundados nas redes sociais, entretanto vale destacar que os espíritos chamados originalmente como Lilitus, não eram considerados deuses, mas sim espíritos que deveriam ser afastados, pois causavam problemas relacionados aos partos, gestações e nos primeiros anos de vida das crianças. A prova maior está no conjunto de peças encontradas em museus sobre Lilith, onde não há sequer uma menção relacionando as Lilitus como uma deusa antes do século XX. A pesquisadora de Ciência das Religiões Natasha Mirra levantou informações junto da historiadora Júlia Nequete no canal Círculo Místico traçando o caminho percorrido por esta divindade desde seu surgimento na Suméria até os dias de hoje, onde se pode ver com mais detalhamento sobre o assunto. 

### Ciência

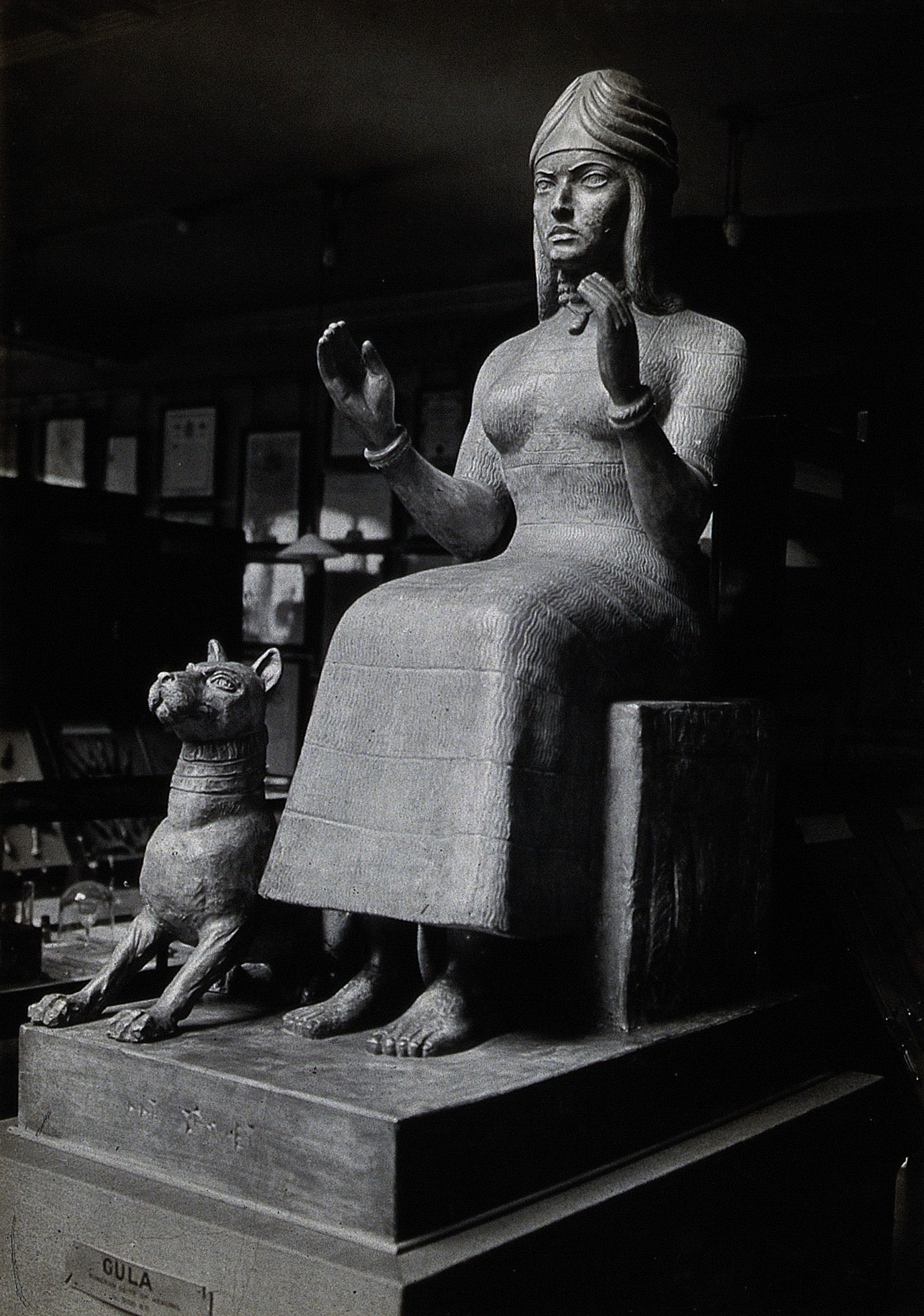
Uma escultura de Gula, divindade suméria de cura

Deixada posteriormente de herança para os babilônicos, a ciência dos sumérios contribuiu em grande parte para o Ocidente e Oriente. Fazem parte de suas invenções o sistema sexagesimal. Criaram sistema de medidas de capacidade, de superfície e de pesos. Possuíam réguas graduadas. E dividiram os dias em 24 horas iguais: 12 Danna (horas duplas).
Uma tabuinha encontrada em Nipur pode ser considerada o primeiro manual de medicina do mundo. Nessa tabuinha, onde havia fórmulas químicas e fórmulas mágicas (encantamentos), usavam termos tão especializados que para traduzirem precisaram da ajuda de químicos.[carece de fontes?]
Na farmácia, usava-se substancias vegetais, animais e minerais. Laxantes, purgantes e diuréticos formavam a maioria dos remédios daquele povo. Determinadas cirurgias também eram postas em prática.
Os sumérios manufaturavam salitre, conseguido a partir da urina, do cal, de cinzas e do sal. Eles combinavam esses materiais com leite, pele de cobra, casco de tartaruga, cássia, murta, timo, salgueiro, figo, pera, abeto e/ou tâmara. A partir daí, misturavam esses agentes com vinho, usando o resultado obtido de duas formas: ou passando o produto como se fosse uma pasta, ou então misturavam-no com cerveja, consumindo o remédio por via oral.
Os sumérios explicavam a doença como uma conseqüência do aprisionamento, e conseqüente tentativa de escape, de um demônio dentro do corpo humano. O objetivo do remédio era persuadir o demônio a acreditar na ideia de que continuar residindo naquele corpo seria uma experiência desagradável. Comumente os sumérios colocavam um carneiro ou cabra próximo ao doente, esperando atrair o demônio para dentro do corpo do animal, que, então, seria morto. No caso de não haver ovelhas à disposição, tentavam a sorte com uma estátua, que, se conseguisse transferir o demônio para dentro de si, seria coberta de betume.

### Tecnologia

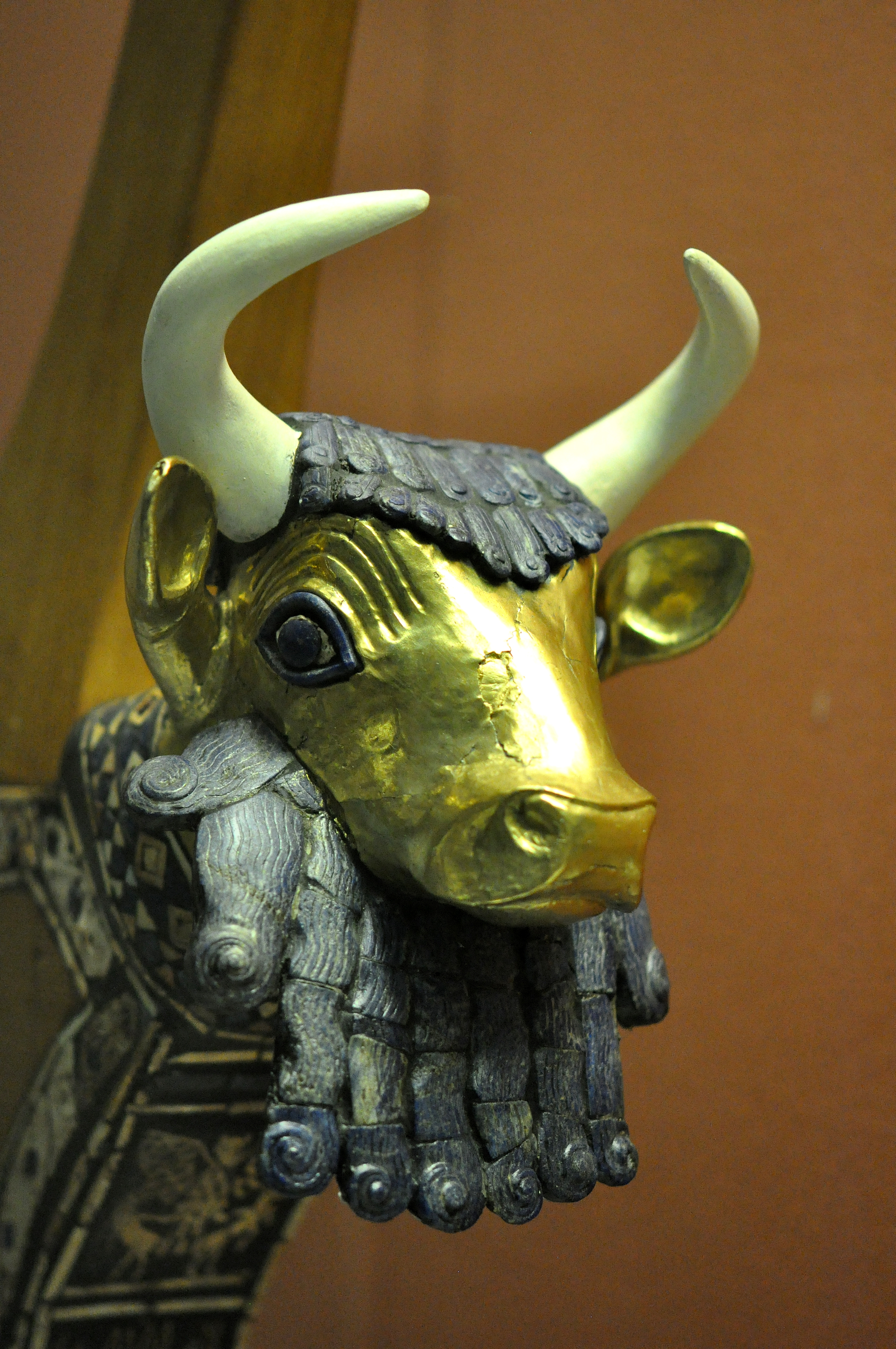
Lira de uma cabeça de touro do túmulo da rainha Puabi

Exemplos da tecnologia suméria incluem: serras, couro, cinzéis, martelos, braçadeiras, brocas, pregos, alfinetes, anéis, enxadas, machados, facas, lanças, flechas, espadas, cola, adagas, odres de água, caixas, arreios, barcos, armaduras, aljavas, bainhas, botas, sandálias e arpões.
Os sumérios possuíam três tipos de barco: os barcos de pele, feitos a partir de cana e peles de animais; os barcos a vela, caracterizados por serem feitos com betume, sendo à prova d'água; os barcos a remo (com remos feitos de madeira), às vezes usados para subir a correnteza, sendo puxados a partir de ambas as margens do rio por pessoas e animais.
Os sumérios são geralmente considerados os inventores da astronomia, o estudo da observação dos astros. Nas ruínas das cidades sumérias escavadas por arqueólogos desde o princípio do século XX, foram encontradas muitas centenas de inscrições e textos deste povo sobre suas observações celestes. Entre estas inscrições existem listas específicas de constelações e posicionamento de planetas no espaço, bem como informações e manuais de observação.
Existem textos específicos sobre o sistema solar e o movimento dos planetas em torno do sol, na sua ordem correta.[carece de fontes?] Os sumérios consideravam o sistema solar um conjunto de 12 planetas, contando o sol e a lua.[carece de fontes?] O décimo planeta era chamado por eles de Nibiru, um planeta além de plutão com uma orbita muito extensa. Muitas destas inscrições, cuja idade ultrapassa os 4500 anos de idade, estão agora conservadas no Museu do Antigo Oriente Próximo, um conjunto de 14 salas na ala sul do Museu de Pérgamo.

### Língua e escrita

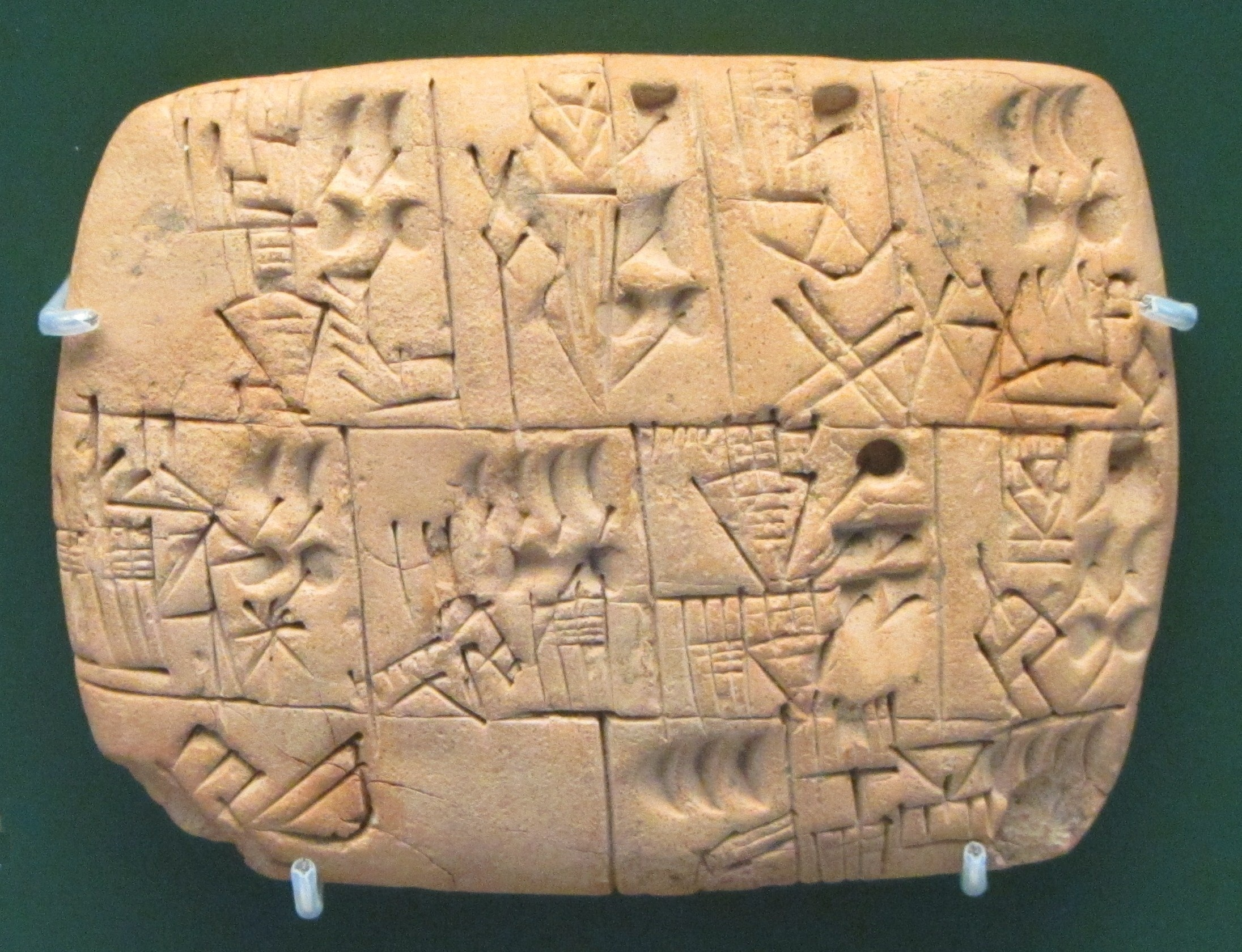
Tabulete com escrita primitiva para registrar a alocação de cerveja; 3100-

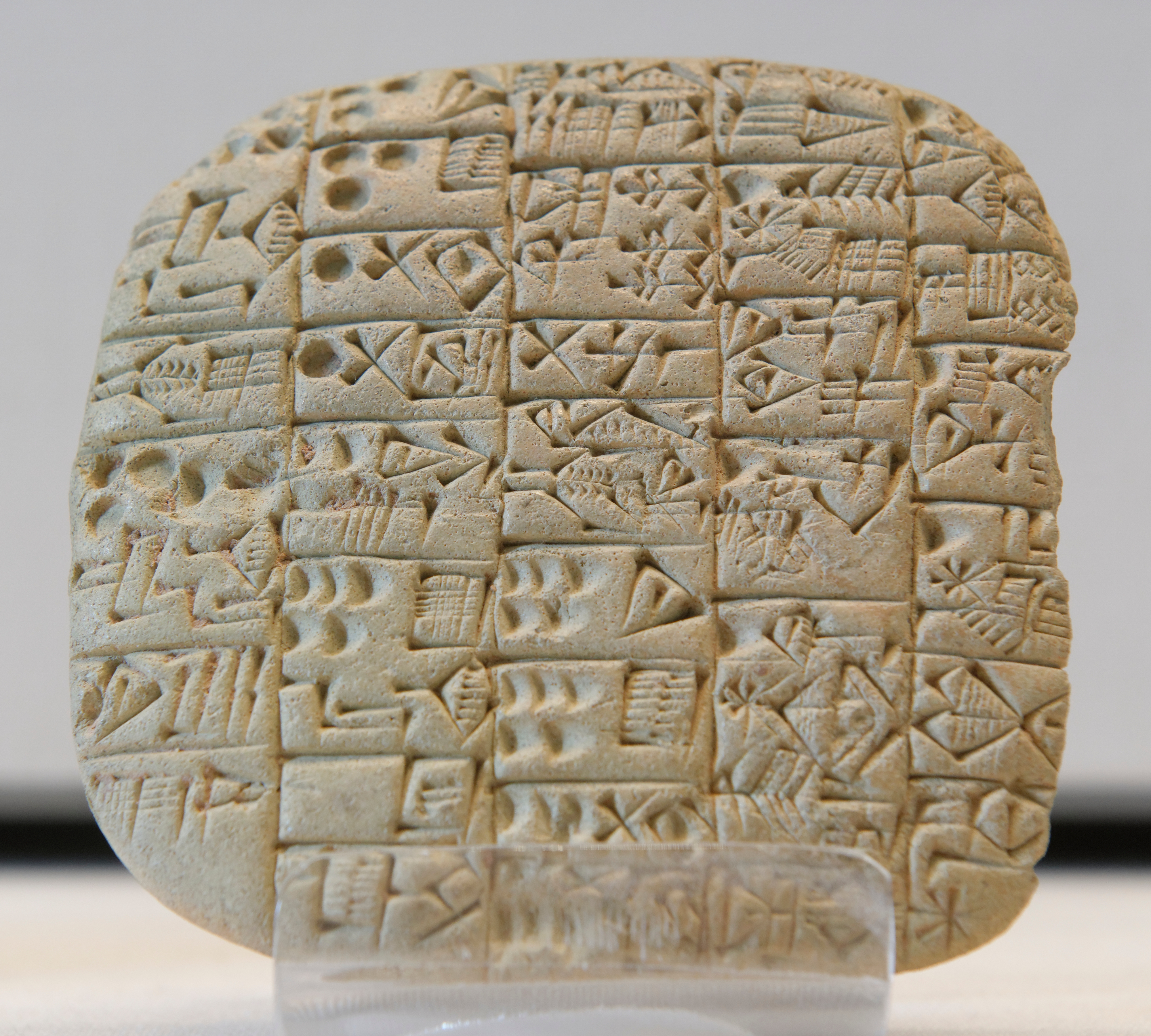
Nota de venda de uma casa, Xurupaque

A língua suméria é uma língua isolada, o que significa que não está diretamente relacionada a nenhuma outra língua conhecida, apesar das várias tentativas equivocadas de provar ligações com outros idiomas. A língua suméria é aglutinante, ou seja, os morfemas (as menores unidades com sentido da língua) se justapõem para formar palavras.
Credita-se aos sumérios a invenção do sistema cuneiforme de escrita (caracteres em forma de cunha), que foi utilizada por toda a Mesopotâmia e povos vizinhos. Os próprios acádios, após invadirem e conquistarem a Suméria, adotaram o sistema cuneiforme daquele povo para materializar a própria língua (similarmente ao que há hoje entre o português e o inglês, por exemplo, onde ambos usam o mesmo alfabeto para representar idiomas diferentes).
A escrita cuneiforme começou como um sistema pictográfico, onde o objeto representado expressava uma ideia. Um barco marcado por determinados sinais, por exemplo, poderia significar que ele estava carregado ou vazio. Com o tempo, os cuneiformes passaram a ser escritos em tábuas de argila, nos quais os símbolos sumérios eram desenhados com uma caniço afiado chamado estilete. As impressões deixadas pelo estilete tinha forma de cunha, razão pela qual sua escrita terminou sendo chamada de cuneiforme.
Um corpo extremamente vasto (muitas centenas de milhares) de textos na língua suméria sobreviveu, sendo que a maioria está gravada nas tabuinhas de argila citadas no parágrafo anterior. A escrita suméria está grafada em cuneiforme e é a mais antiga língua humana escrita conhecida. Os tipos de textos sumérios conhecidos incluem cartas pessoais e de negócios e/ou transações comerciais, receitas, vocabulários, leis, hinos e rezas, encantamentos de magia e textos científicos incluindo matemática, astronomia e medicina. Inscrições monumentais e textos sobre diversos objetos, como estátuas ou tijolos, também são bastante comuns. Muitos textos sobrevivem em múltiplas cópias pelo fato de terem sido transcritos repetidamente por escribas "estagiários". A escola de Edubba (termo sumério que significa "Casa de Tabuinhas"), por exemplo, era um dos centros de aprendizagem onde arquivos e escritos literários eram guardados (ou seja, grafados) em tabuinhas de argila. Edubba foi um dos primeiros centros acadêmicos e um dos primeiros receptáculos de sabedoria de que se tem conhecimento.
A compreensão dos textos sumérios hoje em dia pode ser problemática até mesmo para especialistas. Os textos mais antigos são os mais difíceis, pois não mostram a estrutura gramatical da língua de forma sólida.

## Legado
Os sumérios talvez sejam mais lembrados devido às suas muitas invenções. Muitas autoridades lhes dão crédito pelas invenções da roda e da roda de oleiro. Seu sistema de escrita cuneiforme foi o primeiro sistema de escrita de que se tem evidência, pré-datando os hieróglifos egípcios em pelo menos 75 anos. Os sumérios estavam entre os primeiros astrônomos, possuindo a primeira visão heliocêntrica [carece de fontes?] de que se tem conhecimento (a próxima apareceria por volta de 1 500 a.C. por parte dos Vedas na Índia). Afirmavam também que o Sistema Solar constituía-se de 12 planetas, incluindo o Sol e a Lua (na época dos sumérios, apenas 5 planetas podiam ser vistos a olho nu, sendo estes Mercúrio, Vênus, Marte, Júpiter e Saturno).
Desenvolveram também conceitos matemáticos usando sistemas numéricos baseados em 6 e 10. Através desse sistema, inventaram o relógio com 12 horas para a parte clara, e 12 horas para a parte escura, e dividiu as horas em 60 minutos (os segundos só apareceram anos mais tarde), além do calendário de 12 meses que usamos atualmente. Também construíram sistemas legais e administrativos com cortes judiciais, prisões e as primeiras cidades-estados. A invenção da escrita possibilitou aos sumérios o armazenamento do conhecimento e a possibilidade de transferi-lo a outros. Isso levou à criação de escolas, à educação e oficialização da matemática, religião, burocracia, divisão de trabalho e sistema de classes sociais.
Também os sumérios inventaram a carroça e, possivelmente, as formações militares. Inventaram a cerveja. O mais importante de tudo, talvez, seja o fato de que, de acordo com muitos acadêmicos, os sumérios foram os primeiros a domesticar tanto plantas como animais. No caso do primeiro termo, através de plantações sistemáticas e da colheita de uma descendência de grama mutante, conhecida atualmente como einkorn, e de sementes de trigo. Com relação ao segundo termo (i. e, os animais), os sumérios domesticaram-nos através do confinamento e da procriação de carneiros ancestrais (similares à cabra-montês e ao gado selvagem (búfalos). Foi a primeira vez que essas espécies foram domesticadas e criadas em larga escala.
Essas invenções e inovações facilmente colocam os sumérios entre uma das culturas mais criativas de toda a Antiguidade, e mesmo da história.

## Cronologia
- 5 000 a.C. — Desenvolvimento primitivo da Suméria
- 4 000 a.C. — Desenvolvimento da alta civilização
- 3 500 a.C. — Sumérios estabelecem-se na Mesopotâmia. Construção do templo em Tel Ucair, que durou de 3500 a 1 900 a.C.
- 3 300 a.C. — Escrita suméria em tábuas de argila (escrita pictórica ou pictorial)
- 3 250 a.C. — A escrita suméria evolui para a cuneiforme; a roda é usada na Mesopotâmia
- 3 000 a.C. — Rivalidades políticas e militares. Construção do Templo Branco em Uruque (de pé até 2 750 a.C.)
- 2 750 a.C. — O lendário Gilgamés reina sobre Uruque; Enmebaragesi & Aga reinam sobre Quis
- 2 600 a.C. — A rainha Suduade é enterrada no Cemitério Real de Ur.
- 2 550 a.C. — Mesalim reina sobre Quixe
- 2 500 a.C. — Rei de Ur, primeiro rei a possuir registros escritos na Suméria; Lugalannemudu de Abab unifica cidades-estados
- 2 475 a.C. — Ur-Nanse reina sobre Lagas, Mescalandugue reina sobre Ur. Conflitos militares entre Lagas e Uma perduram por um longo tempo
- 2 375 a.C. — Lugalsaguisi (ou Lugalzaguesi) de Uma unifica a Suméria por um curto período de tempo
- 2350 a 2 340 a.C. — Sargão da Acádia derrota Uma e Lugalsaguisi, conquistando a Suméria e a Acádia, criando um império de superioridade política e econômica
- 2 250 a.C. — Revivificação de cidades-estados; inventa-se o arco-composto, cujas flechas são capazes de penetrar armaduras de couro e possuem o dobro do alcance concedido por arcos comuns.
- 2 230 a.C. — Invasão gútia quebra a unidade acádio-sumeriana.
- 2 217 a.C. — Sarcalisarri, rei da Acádia, perde o Elão, invade os gútios e é assassinado

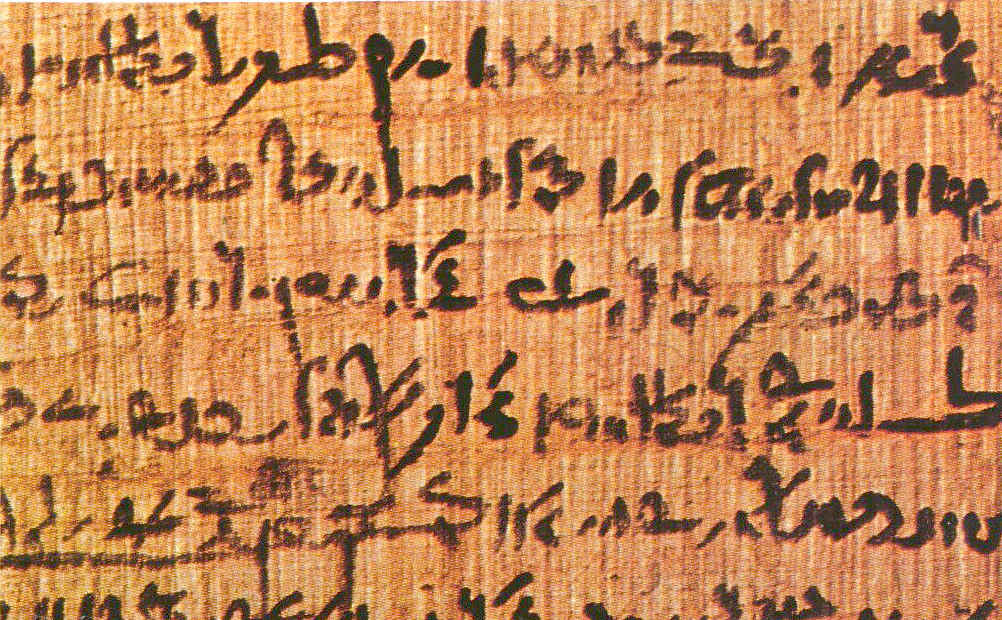
Papiro

- 2 200 a.C. — A Acádia entra em colapso devido às invasões do norte. Data-se daqui o mais antigo documento do Egito escrito em papiro
- 2 175 a.C. — Gudea reina sobre Lagaxe
- 2 148 a.C. — Laarabe, rei dos gútios, conquista a Acádia vindo do leste e invade a Suméria
- 2 133 a.C. — Utu-hegal reina em Uruque
- 2 120 a.C. — Utu-hegal, rei de Uruque, expulsa os Gútios; Abraão deixa a cidade de Ur (há discordâncias. Conf. 2000)
- 2 112 a.C. — Nova unificação da Suméria e Acádia, desta vez por Ur-Namu de Ur. O novo governante deixa textos legais à posteridade, conhecidos por As Leis de Ur-Namu
- 2 100 a.C. — Construção do zigurate em Ur
- 2 047 a.C. — No Egito, Mentuotepe II completa a reunificação, dando início ao Reino, ou Império, Médio
- 2 030 a.C. — Nova quebra da unidade acádio-sumeriana, desta vez pelos elamitas
- 2 020 a.C. — Isbi-Erra, governante amorita de Isim, tenta unificar novamente o território
- 2 000 a.C. — Os indo-europeus deixam a área do Mar Negro em direção ao Oriente Médio numa das maiores correntes migratórias da história da humanidade. Desenvolvimento da Civilização Minoica em Creta, na Grécia. Os citas vêm da Ásia Central e invadem a Ásia Ocidental a cavalo. Amoritas nômades invadem a Mesopotâmia pelo norte e oeste e estabelecem-se num vilarejo chamado Babilônia. A população mundial gira em torno de 27 milhões. Os hititas migram do vale do Danúbio para a península da Anatólia. O Egito conquista a Baixa Núbia. Diz-se que Abraão deixa a cidade de Ur e marcha à Palestina (alguns datam o acontecimento em 2120). Período patriarcal de Israel. A Civilização do Vale do Indo na Índia desfalece. Desenvolvimento dos primeiros centros de cerimônia no Peru. Era Micênica na Grécia. Marduque é adorado como o deus capital da Babilônia. Creta começa a usar navios com quilhas e costeletas. Foi nessa época também que supostamente ocorreu o pior El Niño da história, tão poderoso que conseguiu afetar algo que rarissimamente chega a essas regiões, levando milhares dos habitantes à morte.
- 1 934 a.C. — Leis de Lipite-Istar
- 1 900 a.C. — Leis de Esnuna da Babilônia; Antigo Período Assírio; Império Babilônico
- 1 860 a.C. — Desenvolvimento do alfabeto semítico primitivo
- 1 850 a.C. — Armas de cobre são endurecidas com o uso de martelos
- 1 800 a.C. — Os hititas expulsam os assírios da Anatólia; migração ariana da parte sul da Rússia em direção ao Oriente Próximo
- 1 795 a.C. — Rim-Sim de Larsa derrota Isim, obtendo controle sobre a Suméria e a Acádia
- 1 792 a.C. — Hamurabi sobe ao trono da Babilônia
- 1 770 a.C. — É feito o Código de Hamurabi, um dos mais antigos conjuntos de leis da humanidade
- 1 760 a.C. — Hamurabi derrota Larsa, obtendo controle sobre toda a Suméria e a Acádia
- 1 720 a.C. — Invasores hicsos expulsam habitantes egípcios do Baixo Egito; mudança no rio Eufrates, e conseqüente colapso da vida em Nipur, além de outras cidades sumérias
- 1 700 a.C. — José lidera os hebreus no Egito adentro; popularização da arte minoana em Creta. Mais tarde, os palácios de Cnossos e Festo são destruídos pelo fogo. Os gregos usam armaduras de bronze, espadas cortantes e lanças inviscerantes
- 1600 a 1 595 a.C. — Invasões e razias hititas quebram a unidade acádio-sumeriana. A Suméria como se conhecia é extinta.